# Klaus von Wahl

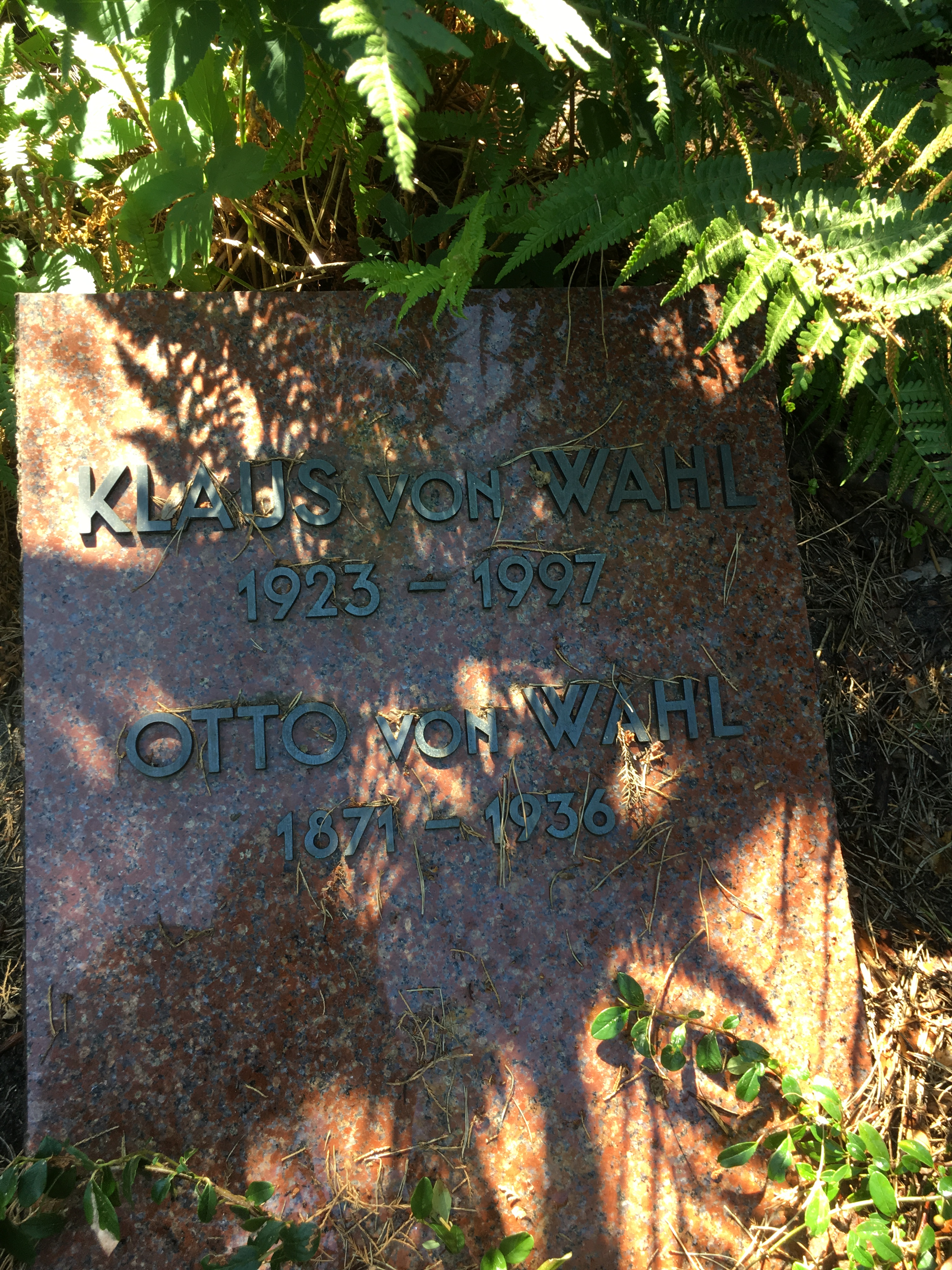
Der Grabstein Klaus von Wahls auf dem Berliner Waldfriedhof Dahlem

Klaus von Wahl-Pajus (* 10. August 1923; † 16. Januar 1997 in Berlin) war ein deutscher Synchronregisseur und Autor von Dialogbüchern.

## Leben und Karriere
Klaus von Wahl entstammte dem baltischen Adelsgeschlecht der Wahls. Unmittelbar nach dem Abitur wurde er zur Wehrmacht eingezogen und überlebte den Krieg an der Eismeerfront und die sowjetische Gefangenschaft. Von 1946 bis 1951 studierte er Germanistik an der Universität Kiel und Theaterwissenschaften an der Yale University in den USA. Zurück in Deutschland begann er seine berufliche Tätigkeit zunächst als Schauspieler, unter anderem am Schillertheater in Berlin.
Später war Wahl dann seit den 1950er-Jahren für die Berliner Synchron bei der Erstellung deutscher Synchronisationen tätig. Die Deutsche Synchronkartei gibt ihn als Synchronregisseur für insgesamt rund 200 Spielfilme an. In sein Werk fallen Klassiker wie Der Mann, der zuviel wusste, Sein oder Nichtsein, Arsen und Spitzenhäubchen, Jules und Jim, Was geschah wirklich mit Baby Jane?, Der Mann, der Liberty Valance erschoß, Charade, Der Flug des Phoenix und Dr. Seltsam oder: Wie ich lernte, die Bombe zu lieben. Bei seinen frühen Tätigkeiten als Synchronregisseur schrieb sehr häufig Fritz A. Koeniger das Dialogbuch für den Film, die beiden galten als produktives Team.
Ab den 1970er-Jahren verlegte sich Wahl zunehmend auf Synchronarbeiten für das Fernsehen. Er war auch hier Stammregisseur bei den Synchronisationen bekannter Serien wie Dallas, Twilight Zone, Ein Duke kommt selten allein, Hotel, Die Fälle des Harry Fox und Matlock. In späteren Jahren verfasste Wahl aber auch selbst zahlreiche Synchronbücher, beispielsweise für Dallas.
Klaus von Wahl starb im Januar 1997 im Alter von 73 Jahren während Synchronaufnahmen für eine australische Familienserie überraschend an Herzversagen. Seine letzte Ruhestätte fand er auf dem Berliner Waldfriedhof Dahlem (Feld 008-178).

## Synchronarbeiten (Auswahl)
Aufgeführt nach Entstehungsjahr des Filmes, Synchronisationen sind in einigen Fällen deutlich später entstanden.
- 1936: Der versteinerte Wald (The Petrified Forest)
- 1936: Laurel und Hardy: Das Mädel aus dem Böhmerwald (The Bohemian Girl|)
- 1938: Chicago – Engel mit schmutzigen Gesichtern (Angels with Dirty Faces)
- 1941: Verdacht (Suspicion)
- 1942: Sein oder Nichtsein (To Be or Not To Be)
- 1944: Arsen und Spitzenhäubchen (Arsenic and Old Lace)
- 1945: Die Wendeltreppe (The Spiral Staircase)
- 1949: Sprung in den Tod (White Heat)
- 1955: Der Hofnarr (The Court Jester)
- 1955: Was der Himmel erlaubt (All That Heaven Allows)
- 1956: Der Mann, der zuviel wusste (The Man Who Knew Too Much)
- 1957: Duell in den Wolken (The Tarnished Angels)
- 1959: Bettgeflüster (Pillow Talk)
- 1960: Es begann in Neapel (It Started in Naples)
- 1961: Ein Pyjama für zwei (Lover Come Back)
- 1962: Der Mann, der Liberty Valance erschoß (The Man Who Shot Liberty Valance)
- 1962: Ein Köder für die Bestie (Cape Fear)
- 1962: Was geschah wirklich mit Baby Jane? (What Ever Happened to Baby Jane?)
- 1962: Jules und Jim (Jules et Jim)
- 1962: Es begann in Rom (The Pigeon That Took Rome)
- 1962: Das Rätsel der unheimlichen Maske (The Phantom of the Opera)
- 1962: Pontius Pilatus – Statthalter des Grauens (Ponzio Pilato)
- 1963: Charade
- 1963: Das Haus im Kreidegarten (The Chalk Garden)
- 1963: Eine zuviel im Bett (Move Over, Darling)
- 1963: Kali Yug: Die Göttin der Rache (Kali Yug, la dea della vendetta)
- 1963: Kali Yug, 2. Teil: Aufruhr in Indien (Il mistero del tempio indiano)
- 1964: Becket
- 1964: Sieben Tage im Mai (Seven Days in May)
- 1964: Dr. Seltsam oder: Wie ich lernte, die Bombe zu lieben (Dr. Strangelove or: How I Learned to Stop Worrying and Love the Bomb)
- 1965: Der Flug des Phoenix (The Flight of the Phoenix)
- 1965: Bitte nicht stören! (Do Not Disturb)
- 1965: Genosse Don Camillo (Il compagno Don Camillo)
- 1965: Der Spion, der aus der Kälte kam (The Spy Who Came in from the Cold)
- 1966: Willkommen, Mister B. (A Man Could Get Killed)
- 1966: Das Mondkalb (Way… Way Out!)
- 1967: Tobruk
- 1967: Das Teufelsweib von Texas (The Ballad of Josie)
- 1972: Das Jahr ohne Vater (Sounder)